# タカノ綾
タカノ 綾（たかの あや、Aya Takano、1976年 - ）は、日本の現代美術家、イラストレーター、漫画家。Kaikai Kikiメンバー。女性。

## 略歴
埼玉県出身。多摩美術大学芸術学科卒業。主に少女をモチーフにし、日本の漫画やSF小説などさまざまな媒体に影響された作風で、幻想的な独特の世界を描く。現在、ハイティーン向け雑誌『Zipper』で『愛ごよみ』を連載中。
2001年、穂村弘の歌集『手紙魔まみ、夏の引越し（ウサギ連れ）』の表紙・挿画で注目を集める。
2002年には、イギリスのロックバンド・フィーダーのアルバム『コンフォート・イン・サウンド』のジャケットに絵が使用された。
2017年、パリのギャラリー・ペロタンで5年ぶりとなる個展「タカノ綾：ゼリゐ文明の書」が開催された。

## 作品
- お歯黒ちゃんたち 月夜のこと
- 手紙魔まみ／台風の中にたっていた
- のしとめぐ2036年の地球の上で
- 夜の散歩「ピンクの月が現れる
- ビルの谷間が好きなの
- 月から見た地球
- 地球から見た月

## 著書
- HOT BANANA FUDGE（画集）
- SPACE SHIP EE（コミック）
- Tokyo Space Diary（画集・SF書評コミック）